# Kombo Central
Il distretto di Kombo Central è un distretto del Gambia nella Divisione della West Coast con 84.315 abitanti al censimento del 2003.

## Società

### Evoluzione demografica
In base ai dati del censimento 1993 la popolazione del distretto era così suddivisa dal punto di vista etnico:
| Etnia       | Abitanti | %     |
| ----------- | -------- | ----- |
| Mandingo    | 22.950   | 49,18 |
| Fulani      | 5.993    | 12,84 |
| Wolof       | 2.345    | 5,03  |
| Jola        | 10.165   | 21,78 |
| Serahule    | 781      | 1,67  |
| Altre etnie | 4.429    | 9,49  |